# Charles Duroiselle
Charles Duroiselle, né le 27 juin 1871 à Paris 17e et mort le 7 avril 1951 à Rangoun, est un birmanologue, historien et archéologue birman d'origine française.

## Carrière
Charles Duroiselle naît en 1871 à Paris, fils de François Victor Duroiselle, dessinateur, et Clara Lorichon, son épouse, blanchisseuse. Il est établi en Birmanie avant ses 19 ans,.
Membre de l'École française d'Extrême-Orient, il est professeur de pali à l'université de Rangoon. Il est également surintendant de l'Archaeological Survey of Burma (en) de 1912 à 1940, succédant à Taw Sein Ko. En mars 1910, il cofonde la Burma Research Society avec des collègues, dont John Sydenham Furnivall (en), May Oung (en) et Pe Maung Tin (en). L’année suivante, le Journal of the Burma Research Society (en) est lancé.
Connu pour être un érudit et épigraphe du pali, il a publié plusieurs ouvrages sur le palais de Mandalay et d'autres sujets birmans. Tout au long de sa carrière, il a fouillé plus de 120 monuments et sites (notamment les grottes de Hpo win ou Po Win Taung ou Phowintaun); ses découvertes et acquisitions ont été méticuleusement documentées et publiées dans des rapports annuels.
Charles Duroiselle prend sa retraite en 1939. Il meurt en 1951 à Rangoun, en Birmanie.

## Œuvres
- A Practical Grammar of the Pāli Language, 1906
- Jinacarita, or, The Career of the Conqueror: a Pāli Poem, 1906
- Epigraphia Birmanica, 1919
- A List of Inscriptions Found in Burma, 1921
- Guide to the Mandalay Palace, 1925
- The Ānanda Temple at Pagan, 1937